# سولاکیورت
سولاکیورت (به ترکی استانبولی: Sulakyurt) یک منطقهٔ مسکونی در ترکیه است که در استان قرق‌قلعه واقع شده‌است. سولاکیورت ۸۳۴ متر بالاتر از سطح دریا واقع شده‌است.